# ゲオルギ・バチェフ
ゲオルギ・バチェフ（Georgi Krumov Bachev、1977年4月18日 - ）は、ブルガリアの元サッカー選手。元ブルガリア代表。ポジションはフォワード。

## 来歴
1995年にブルガリア代表デビュー。1998 FIFAワールドカップのメンバーにも選ばれ、2試合に出場した。1999年までに17試合に出場、2得点をあげた。

## 代表歴

### 出場大会
- ブルガリア代表
  - 1998 FIFAワールドカップ

### 試合数
- 国際Aマッチ 17試合 2得点（1995年-1999年）[1]

| ブルガリア代表 | 国際Aマッチ | 国際Aマッチ |
| 年             | 出場        | 得点        |
| -------------- | ----------- | ----------- |
| 1995           | 1           | 1           |
| 1996           | 0           | 0           |
| 1997           | 1           | 0           |
| 1998           | 9           | 1           |
| 1999           | 6           | 0           |
| 通算           | 17          | 2           |